# Slakovci
Slakovci je naselje u Republici Hrvatskoj, u sastavu Općine Stari Jankovci, Vukovarsko-srijemska županija. 

## Stanovništvo
Prema popisu stanovništva iz 2001. godine, naselje je imalo 1203 stanovnika te 393 obiteljskih kućanstava.
| broj stanovnika | 737   | 750   | 773   | 864   | 862   | 983   | 910   | 930   | 1190  | 1376  | 1689  | 1702  | 1597  | 1493  | 1203  | 958   | 701   |
|                 | 1857. | 1869. | 1880. | 1890. | 1900. | 1910. | 1921. | 1931. | 1948. | 1953. | 1961. | 1971. | 1981. | 1991. | 2001. | 2011. | 2021. |

## Šport
- NK Meteor Slakovci, županijska liga
- MK Lisice Slakovci, motoklub

Također, tijekom 20. stoljeća u naselju su kratkotrajno djelovali nogometni klubovi NK Viktorija Slakovci, NK Mladost Slakovci, NK Jadran Slakovci i NK Velebit Slakovci